# Mill Hill East
Mill Hill East è una stazione della metropolitana di Londra. La stazione è il capolinea, nonché l'unica stazione di una diramazione a binario unico della linea Northern che si dipana dalla stazione di Finchley Central.
Mill Hill East è la stazione meno utilizzata della linea Northern.

## Storia

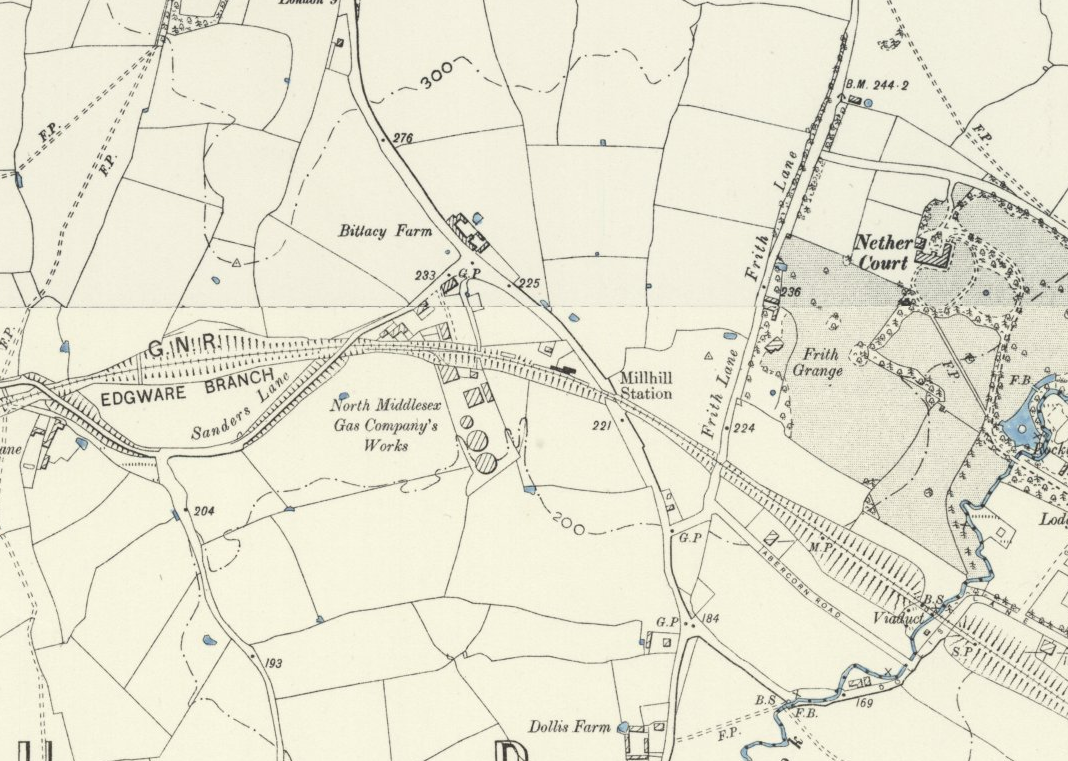
La stazione di Mill Hill su una mappa del 1890

La stazione di Mill Hill East fu costruita in quella che era all'epoca una zona rurale del Middlesex dalla Edgware, Highgate & London Railway (EH&LR) sulla sua linea fra le stazioni di Finsbury Park ed Edgware; prima dell'apertura la linea fu acquistata nel luglio 1867 dalla Great Northern Railway (GNR), la cui linea principale partiva dalla Stazione di King's Cross e proseguiva verso nord attraverso Finsbury Park. La stazione aprì con il nome di Mill Hill il 22 agosto 1867.
La linea era stata costruita con una massicciata a doppio binario, ma fu posato soltanto un binario singolo, con l'intenzione di raddoppiarlo una volta che il traffico fosse cresciuto a sufficienza. Quando la GNR aprì nell'aprile 1872 una diramazione da Finchley Central a High Barnet, il traffico su questa nuova sezione risultò essere maggiore e di conseguenza il secondo binario tra Finchley Central ed Edgware non fu mai costruito. Per la maggior parte della sua esistenza, i treni fra le due stazioni operarono come servizio navetta.
Dopo il consolidamento delle compagnie ferroviarie britanniche avvenuto con il Railways Act del 1921, che creò le cosiddette "Grandi Quattro", o Big Four, la GNR divenne parte della London and North Eastern Railway (LNER). Il 1º marzo 1928 la stazione cambiò nome, assumendo quello attuale.

### Il "Northern Heights plan"
Nel 1935 la London Underground annunciò l'inizio di un massiccio piano di modernizzazione, miglioramento ed espansione della rete metropolitana, noto come New Works Programme. Nell'ambito di questo piano era previsto che un gruppo di linee ferroviarie della LNER nel nord di Londra, e precisamente le diramazioni da Finsbury Park a Edgware, a High Barnet e alla stazione (oggi chiusa) di Alexandra Palace, sarebbe stato rilevato dalla LU e collegato con la Northern Line a East Finchley e con la Northern City Line a Finsbury Park. A Edgware, il piano prevedeva la chiusura della stazione della LNER e la deviazione della linea in modo da collegarsi alla già esistente stazione della Northern line di Edgware, in vista di un ulteriore prolungamento in direzione nord fino a Bushey Heath. Questo progetto era noto come The Northern Heights plan.
La ricostruzione della linea da Finchley Central a Edgware con la posa del secondo binario cominciò nel 1938. La linea e la stazione di Mill Hill East chiusero il 10 settembre 1939 per consentire l'avvio dei lavori di elettrificazione.
In seguito allo scoppio della Seconda Guerra Mondiale, il progetto subì un rallentamento. I lavori continuarono, e furono completati, solo tra Finchley Central e Mill Hill East, data l'utilità di quest'ultima per fornire un collegamento con le caserme delle Inglis Barracks. La stazione riaprì, come parte della Northern line, il 18 maggio 1941. La progettata seconda piattaforma a Mill Hill East non fu mai costruita e il servizio continuò a operare sul binario singolo come avveniva in precedenza per i treni della LNER.

### Il periodo post-bellico
Dopo la conclusione del conflitto, i piani per completare il progetto del Northern Heights furono riesaminati, ma i lavori non ripresero. I lavori di manutenzione e ricostruzione delle infrastrutture danneggiate dalla guerra avevano la priorità. Per quanto riguardava i limitati fondi a disposizione della LU per nuove strutture, la precedenza fu data al completamento delle estensioni orientali e occidentali della Central line, verso Epping e Hainault da un lato e verso West Ruislip dall'altro.
Anche se le estensioni delle Northern Heights rimasero sulle mappe della metropolitana fino al 1950, come lo erano state fra il 1938 e il 1943 e nuovamente dopo il 1946, i lavori sulle parti non terminate non vennero mai ripresi. L'estensione a nord di Edgware fu cancellata formalmente nel 1950, mentre il completamento della conversione della linea tra Mill Hill East ed Edgware fu ufficialmente abbandonato nel febbraio 1954. La Green belt di Londra, creata dopo la guerra per limitare l'espansione urbana nella campagna circostante la metropoli, comportò la cancellazione dei progetti residenziali originariamente previsti nella zona e di conseguenza fece venire meno l'utilità delle nuove stazioni.
La British Railways, la nuova compagnia nazionalizzata che dal 1948 aveva rilevato la LNER, continuò a operare treni merci a vapore (e in seguito diesel) per Mill Hill East fino al 1962. I servizi merci per Edgware furono sospesi nel giugno 1964 e nel settembre dello stesso anno iniziarono i lavori di rimozione del binario tra Mill Hill East ed Edgware.
Essendo una delle due stazioni della EH&LR (l'altra è Finchley Central) che ha mantenuto il suo edificio originale, Mill Hill East è una delle parti più antiche della rete metropolitana, dato che è anteriore di oltre vent'anni alla prima sezione sotterranea della Northern line, i tunnel della City & South London Railway aperti nel 1890 tra Stockwell e King William Street.

## Strutture e impianti

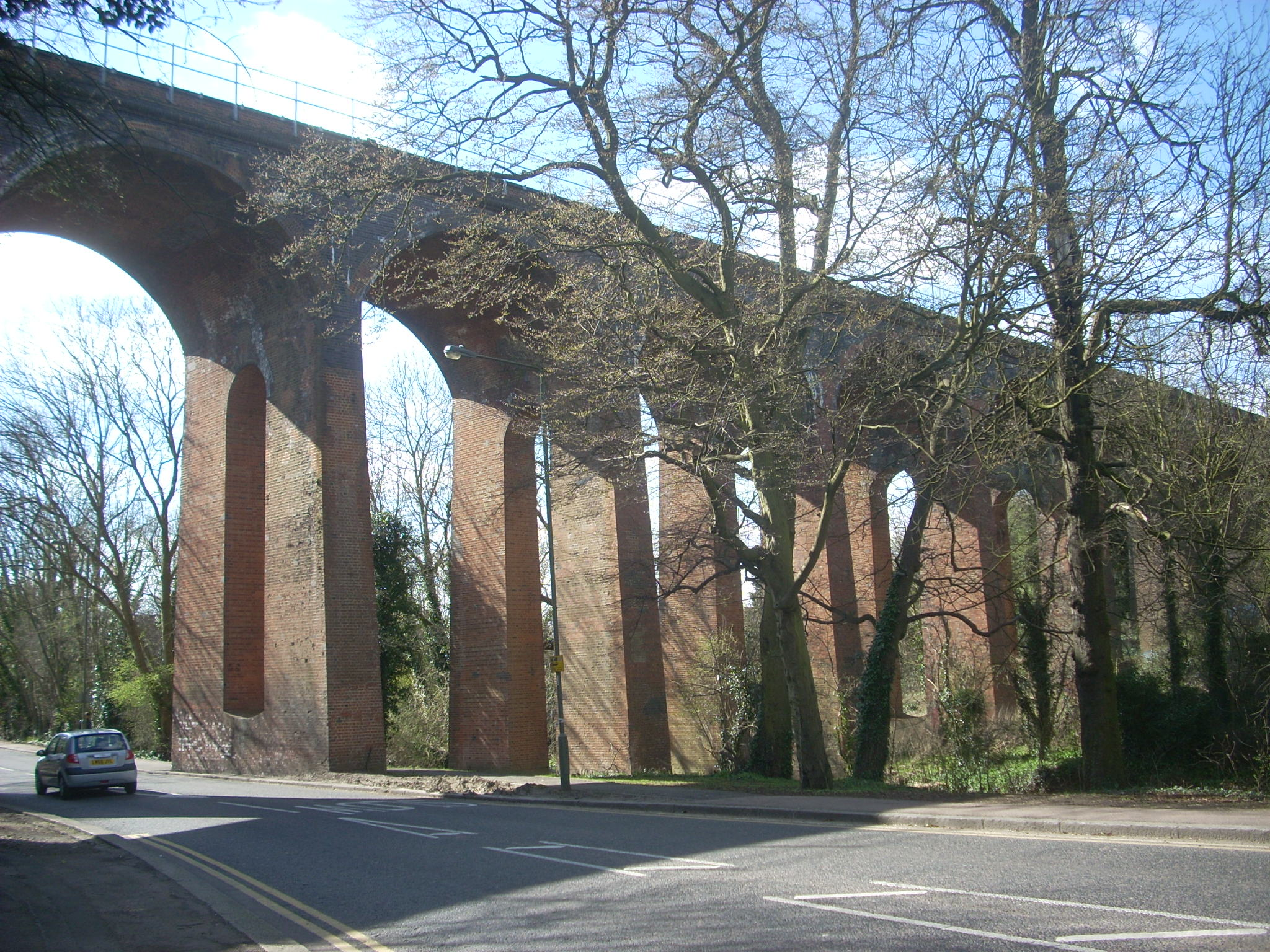
Il viadotto di Dollis Brook, sulla linea tra Mill Hill East e Finchley Central. Con i suoi 18 metri, è il più alto dell'intera rete metropolitana.

Mill Hill East è ora l'unica stazione della rete metropolitana ad avere una piattaforma in legno, anche se questa è stata coperta con asfalto nei primi anni novanta. È anche una delle tre stazioni (le altre due sono Chesham e Heathrow Terminal 4) ad avere una sola piattaforma.
La stazione è stata ristrutturata nel marzo 2007, con l'installazione di telecamere di sicurezza, un nuovo sistema di informazioni per i passeggeri, lavori strutturali sulle piattaforme e la riverniciatura e ripiastrellatura di pareti e pavimenti.
Nel giugno 2017 la Transport for London ha annunciato che Mill Hill East sarà una delle prossime sei stazioni che verrà resa accessibile a passeggeri diversamente abili. La data prevista per la conclusione dei lavori è il 2020. I lavori sono stati completati nel febbraio 2020.
È compresa nella Travelcard Zone 4.

## Interscambi
Nelle vicinanze della stazione effettuano fermata alcune linee urbane automobilistiche, gestite da London Buses.
- Fermata autobus